# دیانا پیتزاوینی
دیانا پیتزاوینی (ایتالیایی: Diana Pizzavini; ۶ اوت ۱۹۱۱ – ۲۳ ژانویهٔ ۱۹۸۹) ژیمناست هنری اهل ایتالیا بود.